# William Johnson Sollas
William Johnson Sollas  (* 30. Mai 1849 in Birmingham; † 20. Oktober 1936) war ein britischer Geologe, Paläontologe, Zoologe, Chemiker und Anthropologe.

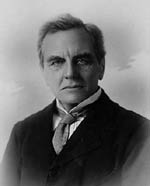
Sollas

## Leben
Sollas besuchte die City of London School und studierte Chemie ab 1865 am Royal College of Chemistry. Ab 1867 studierte er an der Royal School of Mines unter anderem bei Thomas Henry Huxley und ging an die Universität Cambridge (St. Johns College), wo er unter Thomas George Bonney zur Geologie wechselte und 1873 mit Bestnoten bei den Tripos-Prüfungen in Naturwissenschaften abschloss. Danach war er sechs Jahre University Extension Lecturer in Cambridge und ab 1879 Lecturer in Geologie und Zoologie am University College in Bristol, wo er 1880 Professor für Geologie wurde.
1883 wurde er Professor am Trinity College in Dublin und 1897 an der Universität Oxford. Er erweiterte die geologische Fakultät in Oxford, wandte sich dort aber immer mehr von der Lehre ab, die er seinem Demonstrator J. A. Douglas überließ, und widmete sich der Forschung, insbesondere archäologischen Ausgrabungen zum Beispiel in der Paviland Höhle in Südwales.
Er befasste sich unter anderem mit Schwämmen, sowohl rezent (wozu er in den Berichten der Challenger-Expedition 1888 beitrug) als auch fossil, und hier insbesondere aus der Kreide (Cambridge Greensand). In Bristol wandte er sich der regionalen Geologie und den Fossilien des Silur im nahen Wales zu und befasste sich mit Plesiosauriern. In Irland untersuchte er die dortigen Granite petrografisch und chemisch mit einer von ihm entwickelten Säulen-Diffusionsmethode. Ein weiterer Schwerpunkt waren kristallographische Arbeiten. Dabei entdeckte er auch ringförmige Halo-Strukturen um Zirkone, die er neuen Elementen zuschrieb, was später durch seinen Kollegen John Joly in Dublin bestätigt wurde (sie waren eine Folge des radioaktiven Zerfalls). Er entwickelte auch neue verfeinerte Methoden zur Präparation von Fossilien, zuerst in seinen Untersuchungen über Schwämme. 1896 reiste er nach Funafuti im Pazifik, um die Bildung von Korallenriff-Atollen zu untersuchen.
1907 erhielt er die Wollaston-Medaille der Geological Society of London, deren Präsident er von 1908 bis 1910 war. Er war seit 1880 Fellow der Royal Society of Edinburgh und seit 1889 der Royal Society, deren Royal Medal er 1914 erhielt. 1893 erhielt er die Bigsby Medal. Ihm zu Ehren benannt ist der Sollas-Gletscher in der Antarktis.
Seine Tochter übersetzte unter seiner Anleitung Das Antlitz der Erde von Eduard Suess ins Englische.

## Sonstiges
Er wurde auch mit dem Hoax des Piltdown-Menschen in Verbindung gebracht, was sich aber nicht erhärten ließ.

## Schriften
- The Age of the Earth and other geological Studies. London 1905 (Essays).
- Ancient Hunters and their modern representatives. London 1911, 3. Auflage 1924.
- The rocks of Cape Colville Peninsula, Auckland, New Zealand. 2 Bände, Wellington, Neuseeland 1905, 1906.